# Miguel Ángel Neira
Miguel Ángel Neira Pincheira (* 9. Oktober 1952 in Hualqui) ist ein ehemaliger chilenischer Fußballspieler und -trainer. Der Mittelfeldspieler gewann vier Mal die chilenische Meisterschaft. Der 45-malige Nationalspieler nahm mit Chile an der Fußball-Weltmeisterschaft 1982 in Spanien teil.

## Vereinskarriere
Miguel Ángel Neira debütierte im Jahr 1970 beim CD Huachipato. Mit dem Klub aus dem Süden Chiles wurde er in diesem Jahr direkt chilenischer Meister. 1976 wechselte Neira zu Unión Española, wo er unter Trainer Luis Santibáñez spielte. Auch mit Unión Española gewann Neira die Meisterschaft 1977. Nach dem Erfolg ging Trainer Santibáñez, gleichzeitig Nationaltrainer Chiles, zum CD O’Higgins und nahm seinen Schützling mit. 
Santibáñez war es auch, der Neira 1981 zum Hauptstadtklub Universidad Católica lotste. Der Erfolg wollte sich in den beiden ersten Jahren mit Kapitän Neira nicht einstellen, erst unter dem neuen Trainer Ignacio Prieto konnten die Cruzados wieder Titel gewinnen. Im Jahr 1983 gewann der Klub die Copa Chile und die Copa República. 1984 und 1987 folgten weitere Meistertitel für den 1,73 m großen Mittelfeldspieler aus Hualqui. An den Erfolgen hatte besonders die Achse um Neira mit seinen beiden Mannschaftskameraden Jorge Aravena und Osvaldo Hurtado großen Anteil. 1988 ging er zurück zu O’Higgins, wo er seine Karriere beendete.

## Nationalmannschaftskarriere
Miguel Ángel Neira gab sein Debüt für Chile unter Luis Santibáñez im Oktober 1976 beim torlosen Unentschieden im Freundschaftscup Copa Juan Pinto Durán 76/77 gegen Uruguay. Er spielte bei der Copa América 1979 fünf der neun Partien Chiles. La Roja, wie die Nationalmannschaft Chiles auch genannt wird, konnte sich durch den Gruppensieg für das Halbfinale qualifizieren und dort Peru besiegen. Im Entscheidungsspiel des Finales gegen Paraguay fiel der Vergleich zugunsten der Paraguayer aus.
Neira spielte die Qualifikation zur Weltmeisterschaft 1982, bei der der Mittelfeldspieler beim 3:0-Erfolg über Paraguay sein erstes Länderspieltor erzielte, und wurde auch für das Endturnier in Spanien von Trainer Luis Santibáñez nominiert. In der Gruppenphase, in der Neira alle drei Spiele absolvierte, kassierte Chile drei Niederlagen und schied somit als Letzter der Gruppe A aus. Im Spiel gegen Algerien schoss er bei der 2:3-Niederlage den ersten Treffer für sein Team zum zwischenzeitlichen 1:3. 
Neira kam in weiteren Freundschaftsspielen und in der Qualifikation zur Weltmeisterschaft 1986 zum Einsatz, jedoch scheiterte Chile im Play-off-Finale an Paraguay. Die 0:3-Niederlage im Hinspiel und das 2:2-Unentschieden im Rückspiel waren die letzten Länderspiele Neiras. Insgesamt erzielte der in Neira vier Tore in 45 Einsätzen für sein Land.

## Trainerkarriere
Miguel Ángel Neira übernahm 1992 interimsweise Unión Española und war damit nach Nelson Acosta, Ricardo Contreras und Guillermo Yávar der vierte Trainer in der Saison.

## Erfolge
CD Huachipato
- Chilenischer Meister: 1974

Unión Española
- Chilenischer Meister: 1977

Universidad Católica
- Chilenischer Meister: 1984, 1987
- Chilenischer Pokalsieger: 1983
- Copa República: 1983

Chile
- Finalist der Copa América: 1979